# シュコダ・スペルブ
スペルブ (SUPERB)は、シュコダが製造・販売している自動車である。

## 初代 (1934年 - 1943年、1946年 - 1949年)
シュコダとしては最大クラスの乗用車で、初代は1934年から1942年まで、社会主義国化される前の旧チェコスロバキアで生産された。

## 2代目 B5系 (2001年 - 2008年)
2001年に往年の高級車の名前を冠して59年ぶりに復活したが、中国市場向けに生産されていた親会社のフォルクスワーゲン・パサートのロングホイールベース版・Passat Lingyuに、シュコダのフロントデザインを与え、ヨーロッパ市場に投入したものである。
エンジンは1.9ターボディーゼル74KW(104馬力)、2.0ガソリン85KW(116馬力)、1.8ガソリンターボ119KW(162馬力)、2.5ターボディーゼル120KW(163馬力)、2.8V6142KW(193馬力)が選択可能であった。2006年には外観が小変更された。

## 3代目 B6系 (2008年 - 2015年)
2008年のジュネーヴ・ショーで発表された。パサートのロングホイールベース版という成り立ちは変わらないが、通常のトランクリッドにもテールゲートにもなるユニークな「Twin-Door」を持つ。エンジンは最新のフォルクスワーゲン各車同様、ガソリン車にはターボチャージャーを用いて小排気量化したTSIエンジンが採用され、125馬力(92kW)の「1.4TFSI」、160馬力(118kW)の「1.8TFSI」、3600ccV6・四輪駆動・6速DSG ギアボックスの「3.6FSI」があり、ディーゼル版は「2.0TDI」(140/170馬力・103/168kW)と低燃費型の「1.9TDIグリーンライン」が用意されている。
5ドアワゴン版は2009年6月に発表され、9月にはフランクフルト・ショーで公開、発売された。

## 4代目 B8系 (2015年 - 2023年)
2015年のジュネーヴ・ショーで発表され、年内に量産開始された。

## 5代目 B9系 (2024年 - )
2023年11月2日に正式に発表された。